# Казачья (слобода)
Казачья — слобода в Щёкинском районе Тульской области в составе Крапивенского сельского поселения.

## География
Находится в центральной части Тульской области у юго-восточной окраины села Крапивна, административного центра поселения.

## История
В 1859 году здесь (слобода Крапивенского уезда Тульской губернии) было учтено 170 дворов, в 1926—194, в конце 1930-х годов — 127.

## Население
Постоянное население составляло 1063 человека (1859 год), 969 (1926), 103 (русские 98 %) в 2002 году, 108 в 2010.